# DSPAM
DSPAM — свободное программное обеспечение, представляющее собой статистический спам фильтр написанный Jonathan A. Zdziarski, автором книги Ending Spam (ISBN 1593270526). Это масштабируемый спам фильтр на основе содержания, для больших многопользовательских систем. DSPAM распространяется под лицензией GNU General Public License
Проект состоит из библиотеки libdspam, которая содержит основные процедуры фильтрации и хранения, и интерфейсы командной строки и HTTP. DSPAM независим от агента пересылки сообщений (англ. mail transfer agent, MTA), может хранить данные классификации спама в форматах разных баз данных, и использует фильтрацию на основе теоремы Байеса для обучения.
Для интеграции с MTA может использоваться как:
- SMTP-прокси;
- LMTP-прокси;
- при помощи сторонних модулей для: ZMailer и CommuniGate Pro;
- в момент работы через POP3 протокол.